# Engelska Ligacupen 2023/2024
Engelska Ligacupen 2023/2024 var den 64:e säsongen av Engelska Ligacupen (även känd som Carabao Cup av sponsorskäl). Turneringen vanns av Liverpool som därmed vann sin 10:e ligacup-titel i klubbens historia. Detta efter att ha besegrat Chelsea i finalen med 1–0 genom ett mål i förlängningen av Virgil van Dijk.
Vinnaren av cupen kvalificerades till play-off rundan av Uefa Conference League säsongen 2024/2025.
Manchester United var de regerande mästarna i turneringen då man besegrade Newcastle United med 2–0 i finalen den föregående säsongen.

## Tillträde
Alla 92 lag i Premier League samt English Football League deltar i denna säsongs ligacup.
Från första omgången spelar alla Championship-, League One- och League Two-lag.
Från andra omgången spelar även alla Premier League-lag som inte deltar i någon av Uefa Champions League, Europa League eller Europa Conference League. Resterande Premier League-lag deltar i turneringen från tredje omgången.
|                              | Klubbar som tillträder i denna omgång                                                    | Klubbar som går vidare från den tidigare omgången | Antal matcher     |
| ---------------------------- | ---------------------------------------------------------------------------------------- | ------------------------------------------------- | ----------------- |
| Första omgången (72 klubbar) | - 24 klubbar från League Two - 24 klubbar från League One - 24 klubbar från Championship | - N/A                                             | 36                |
| Andra omgången (48 klubbar)  | - 12 Premier League klubbar (inte involverade i europeiska turneringar)                  | - 36 vinnare från första omgången                 | 24                |
| Tredje omgången (32 klubbar) | - 8 Premier League klubbar (involverade i europeiska turneringar)                        | - 24 vinnare från andra omgången                  | 16                |
| Fjärde omgången (16 klubbar) | - Inga klubbar deltar direkt från fjärde omgången                                        | - 16 vinnare från tredje omgången                 | 8                 |
| Kvartsfinaler (8 klubbar)    | - Inga klubbar deltar direkt från kvartsfinalerna                                        | - 8 vinnare från fjärde omgången                  | 4                 |
| Semifinaler (4 klubbar)      | - Inga klubbar deltar direkt från semifinalerna                                          | - 4 vinnare från femte omgången                   | 4 (Uefa-modellen) |
| Final (2 klubbar)            | - Inga klubbar deltar direkt från finalen                                                | - 2 vinnare från semifinaler                      | 1                 |

## Första omgången
Totalt 72 lag spelade i den första omgången: 24 från League Two, 24 lag från League One och 24 lag från Championship. Lottningen för omgången delades in i två geografiskt baserade grupper, med en nordlig och en sydlig kategorisering. Lagen lottades mot andra lag i sin kategori.

### Norra delen
|  | Datum0000 | Hemmalag | Resultat | Bortalag | Spelplats |  |
|  |           |          |          |          |           |  |
|  |           |          |          |          |           |  |
|  |           |          |          |          |           |  |

|           | 8 augusti 2023 | Huddersfield Town                               | 2–3     | Middlesbrough                                            | John Smith's Stadium                                        |                                                             |
| 19:00 BST | 19:00 BST      | Harratt 4′ Headley 13' Hudlin 90+4′ Ayina 90+5' | Rapport | 19' Payero 20′ Silvera 63′ Jones 82′ McGree 90+6' Crooks | Huddersfield, England Publik: 8 057 Domare: Oliver Langford | Huddersfield, England Publik: 8 057 Domare: Oliver Langford |
| 19:00 BST | 19:00 BST      |                                                 |         |                                                          | Huddersfield, England Publik: 8 057 Domare: Oliver Langford | Huddersfield, England Publik: 8 057 Domare: Oliver Langford |
| 19:00 BST | 19:00 BST      |                                                 |         |                                                          | Huddersfield, England Publik: 8 057 Domare: Oliver Langford | Huddersfield, England Publik: 8 057 Domare: Oliver Langford |

|           | 8 augusti 2023 | Mansfield Town             | 2–0     | Grimsby Town             | Field Mill                                             |                                                        |
| 19:30 BST | 19:30 BST      | Akins 28′ (str.) Oates 55′ | Rapport | 27' Cartwright 60' Green | Mansfield, England Publik: 3 123 Domare: Scott Jackson | Mansfield, England Publik: 3 123 Domare: Scott Jackson |
| 19:30 BST | 19:30 BST      |                            |         |                          | Mansfield, England Publik: 3 123 Domare: Scott Jackson | Mansfield, England Publik: 3 123 Domare: Scott Jackson |
| 19:30 BST | 19:30 BST      |                            |         |                          | Mansfield, England Publik: 3 123 Domare: Scott Jackson | Mansfield, England Publik: 3 123 Domare: Scott Jackson |

|           | 8 augusti 2023 | Barnsley                                                   | 2–2                      | Tranmere Rovers                                              | Oakwell                                             |                                                     |
| 19:45 BST | 19:45 BST      | Russell 5' Łopata 35' Kane 45+3′ Lofthouse 86' Marsh 90+8′ | Rapport                  | 23′ Norris 47′ Taylor 69' Leake 90+2' Lewis                  | Barnsley, England Publik: 4 343 Domare: Thomas Kirk | Barnsley, England Publik: 4 343 Domare: Thomas Kirk |
| 19:45 BST | 19:45 BST      |                                                            |                          |                                                              | Barnsley, England Publik: 4 343 Domare: Thomas Kirk | Barnsley, England Publik: 4 343 Domare: Thomas Kirk |
| 19:45 BST | 19:45 BST      | Marsh Jaló Chapman Nejman Cotter Łopata Killip Shepherd    | Straffsparksläggning 6–7 | Hawkes Jennings Hemmings Hendry McAlear Saunders Leake Lewis | Barnsley, England Publik: 4 343 Domare: Thomas Kirk | Barnsley, England Publik: 4 343 Domare: Thomas Kirk |

|           | 8 augusti 2023 | Blackburn Rovers                               | 4–3     | Walsall                                       | Ewood Park                                           |                                                      |
| 19:45 BST | 19:45 BST      | Gilsenan 21′ Ennis 40′ Garrett 50′ Buckley 67′ | Rapport | 19′ McEntee 37′ Tierney 81' Johnson 84′ Maher | Blackburn, England Publik: 6 173 Domare: Ben Speedie | Blackburn, England Publik: 6 173 Domare: Ben Speedie |
| 19:45 BST | 19:45 BST      |                                                |         |                                               | Blackburn, England Publik: 6 173 Domare: Ben Speedie | Blackburn, England Publik: 6 173 Domare: Ben Speedie |
| 19:45 BST | 19:45 BST      |                                                |         |                                               | Blackburn, England Publik: 6 173 Domare: Ben Speedie | Blackburn, England Publik: 6 173 Domare: Ben Speedie |

|           | 8 augusti 2023 | Bolton Wanderers                                                | 1–0     | Barrow                                  | Macron Stadium                                          |                                                         |
| 20:45 BST | 20:45 BST      | Thomason 32' Ashworth 44′ Gomes 60' Iredale 90+1' Coleman 90+3' | Rapport | 43' Ray 47' Warren 67' Feely 71' Spence | Bolton, England Publik: 4 871 Domare: Anthony Backhouse | Bolton, England Publik: 4 871 Domare: Anthony Backhouse |
| 20:45 BST | 20:45 BST      |                                                                 |         |                                         | Bolton, England Publik: 4 871 Domare: Anthony Backhouse | Bolton, England Publik: 4 871 Domare: Anthony Backhouse |
| 20:45 BST | 20:45 BST      |                                                                 |         |                                         | Bolton, England Publik: 4 871 Domare: Anthony Backhouse | Bolton, England Publik: 4 871 Domare: Anthony Backhouse |

|           | 8 augusti 2023 | Derby County | 0–2     | Blackpool                                 | Pride Park                                          |                                                     |
| 19:45 BST | 19:45 BST      | Forsyth 55'  | Rapport | 7′, 32′ Beesley 84' Trybull 88' O'Donnell | Derby, England Publik: 7 033 Domare: Jeremy Simpson | Derby, England Publik: 7 033 Domare: Jeremy Simpson |
| 19:45 BST | 19:45 BST      |              |         |                                           | Derby, England Publik: 7 033 Domare: Jeremy Simpson | Derby, England Publik: 7 033 Domare: Jeremy Simpson |
| 19:45 BST | 19:45 BST      |              |         |                                           | Derby, England Publik: 7 033 Domare: Jeremy Simpson | Derby, England Publik: 7 033 Domare: Jeremy Simpson |

|           | 8 augusti 2023 | Harrogate Town | 1–0     | Carlisle | Wetherby Road                                            |                                                          |
| 20:45 BST | 20:45 BST      | Folarin 23′    | Rapport |          | Harrogate, England Publik: 2 177 Domare: Matthew Corlett | Harrogate, England Publik: 2 177 Domare: Matthew Corlett |
| 20:45 BST | 20:45 BST      |                |         |          | Harrogate, England Publik: 2 177 Domare: Matthew Corlett | Harrogate, England Publik: 2 177 Domare: Matthew Corlett |
| 20:45 BST | 20:45 BST      |                |         |          | Harrogate, England Publik: 2 177 Domare: Matthew Corlett | Harrogate, England Publik: 2 177 Domare: Matthew Corlett |

|           | 8 augusti 2023 | Hull City                              | 1–2     | Doncaster Rovers                                                           | KCOM Stadium                                     |                                                  |
| 20:45 BST | 20:45 BST      | Estupiñán 3′ Traoré 43' McLoughlin 67' | Rapport | 9' Sotona 14' Broadbent 15′, 61′ Miller 29' Bailey 77' Lawlor 88' Anderson | Hull, England Publik: 6 577 Domare: Simon Mather | Hull, England Publik: 6 577 Domare: Simon Mather |
| 20:45 BST | 20:45 BST      |                                        |         |                                                                            | Hull, England Publik: 6 577 Domare: Simon Mather | Hull, England Publik: 6 577 Domare: Simon Mather |
| 20:45 BST | 20:45 BST      |                                        |         |                                                                            | Hull, England Publik: 6 577 Domare: Simon Mather | Hull, England Publik: 6 577 Domare: Simon Mather |

|           | 8 augusti 2023 | Notts County                | 0–2     | Lincoln City                                    | Meadow Lane                                            |                                                        |
| 19:45 BST | 19:45 BST      | Baldwin 29' 56' O'Brien 44' | Rapport | 15' Smith 23′ Roughan 41' O'Connor 48′ Sørensen | Nottingham, England Publik: 6 468 Domare: Martin Woods | Nottingham, England Publik: 6 468 Domare: Martin Woods |
| 19:45 BST | 19:45 BST      |                             |         |                                                 | Nottingham, England Publik: 6 468 Domare: Martin Woods | Nottingham, England Publik: 6 468 Domare: Martin Woods |
| 19:45 BST | 19:45 BST      |                             |         |                                                 | Nottingham, England Publik: 6 468 Domare: Martin Woods | Nottingham, England Publik: 6 468 Domare: Martin Woods |

|           | 8 augusti 2023 | Port Vale                                                                | 3–2     | Fleetwood Town                            | Vale Park                                                      |                                                                |
| 19:45 BST | 19:45 BST      | Chislett 18′, 72′ 41' Arblaster 20' Thomas 58′ Grant 68' Iacovitti 90+6' | Rapport | 5′ Hayes 41' Rooney 47′ Graydon 66' Broom | Stoke-on-Trent, England Publik: 2 743 Domare: Edward Duckworth | Stoke-on-Trent, England Publik: 2 743 Domare: Edward Duckworth |
| 19:45 BST | 19:45 BST      |                                                                          |         |                                           | Stoke-on-Trent, England Publik: 2 743 Domare: Edward Duckworth | Stoke-on-Trent, England Publik: 2 743 Domare: Edward Duckworth |
| 19:45 BST | 19:45 BST      |                                                                          |         |                                           | Stoke-on-Trent, England Publik: 2 743 Domare: Edward Duckworth | Stoke-on-Trent, England Publik: 2 743 Domare: Edward Duckworth |

|           | 8 augusti 2023 | Preston North End                      | 2–2                      | Salford City                    | Deepdale                                          |                                                   |
| 20:45 BST | 20:45 BST      | Woodburn 44′ Holmes 50' 50′ Best 90+7' | Rapport                  | 5′, 38′ 27' McLennan 80' Cairns | Preston, England Publik: 6 790 Domare: Tom Reeves | Preston, England Publik: 6 790 Domare: Tom Reeves |
| 20:45 BST | 20:45 BST      |                                        |                          |                                 | Preston, England Publik: 6 790 Domare: Tom Reeves | Preston, England Publik: 6 790 Domare: Tom Reeves |
| 20:45 BST | 20:45 BST      | Ledson Keane Best Frøkjær-Jensen       | Straffsparksläggning 2–4 | Smith McAleny Mallan Garbutt    | Preston, England Publik: 6 790 Domare: Tom Reeves | Preston, England Publik: 6 790 Domare: Tom Reeves |

|           | 8 augusti 2023 | Rotherham United                   | 1–1                      | Morecambe                        | New York Stadium                                        |                                                         |
| 19:45 BST | 19:45 BST      | Mellon 22′ Onyedinma 89'           | Rapport                  | 37′ Kayode 59' Moore             | Rotherham, England Publik: 2 834 Domare: Thomas Parsons | Rotherham, England Publik: 2 834 Domare: Thomas Parsons |
| 19:45 BST | 19:45 BST      |                                    |                          |                                  | Rotherham, England Publik: 2 834 Domare: Thomas Parsons | Rotherham, England Publik: 2 834 Domare: Thomas Parsons |
| 19:45 BST | 19:45 BST      | Hugill Rathbone Blackett Onyedinma | Straffsparksläggning 4–2 | McKiernan Davenport Brown Taylor | Rotherham, England Publik: 2 834 Domare: Thomas Parsons | Rotherham, England Publik: 2 834 Domare: Thomas Parsons |

|           | 8 augusti 2023 | Sheffield Wednesday                                  | 1–1                      | Stockport County                                    | Hillsborough Stadium                                  |                                                       |
| 19:45 BST | 19:45 BST      | Valentín 8' Vaulks 45' Paterson 90+5' Bakinson 90+7′ | Rapport                  | 4' Lemonheigh-Evans 10' Olaofe 16′ Madden 84' Rydel | Sheffield, England Publik: 10 886 Domare: Lewis Smith | Sheffield, England Publik: 10 886 Domare: Lewis Smith |
| 19:45 BST | 19:45 BST      |                                                      |                          |                                                     | Sheffield, England Publik: 10 886 Domare: Lewis Smith | Sheffield, England Publik: 10 886 Domare: Lewis Smith |
| 19:45 BST | 19:45 BST      | Windass Paterson Bannan Gregory                      | Straffsparksläggning 4–1 | Madden Rydel Barry                                  | Sheffield, England Publik: 10 886 Domare: Lewis Smith | Sheffield, England Publik: 10 886 Domare: Lewis Smith |

|           | 8 augusti 2023 | Stoke City                                                         | 2–1     | West Bromwich Albion                                                      | Bet365 Stadium                                                  |                                                                 |
| 19:45 BST | 19:45 BST      | McNally 5' Griffiths 27′ (sjm.) Sidibe 45' Vidigal 65′ Travers 76' | Rapport | 31' Pieters 64′ Thomas-Asante 66' Swift 68' Gardner-Hickman 86' Griffiths | Stoke-on-Trent, England Publik: 10 583 Domare: Geoff Eltringham | Stoke-on-Trent, England Publik: 10 583 Domare: Geoff Eltringham |
| 19:45 BST | 19:45 BST      |                                                                    |         |                                                                           | Stoke-on-Trent, England Publik: 10 583 Domare: Geoff Eltringham | Stoke-on-Trent, England Publik: 10 583 Domare: Geoff Eltringham |
| 19:45 BST | 19:45 BST      |                                                                    |         |                                                                           | Stoke-on-Trent, England Publik: 10 583 Domare: Geoff Eltringham | Stoke-on-Trent, England Publik: 10 583 Domare: Geoff Eltringham |

|           | 8 augusti 2023 | Sunderland                                           | 1–1                      | Crewe Alexandra                                  | Stadium of Light                                        |                                                         |
| 19:45 BST | 19:45 BST      | Batth 16' Bennette 31' Pritchard 33' Ba 50' Rigg 64′ | Rapport                  | 13' Powell 45+1′ 89' Offord 83' Holíček 84' Lunt | Sunderland, England Publik: 10 763 Domare: Scott Oldham | Sunderland, England Publik: 10 763 Domare: Scott Oldham |
| 19:45 BST | 19:45 BST      |                                                      |                          |                                                  | Sunderland, England Publik: 10 763 Domare: Scott Oldham | Sunderland, England Publik: 10 763 Domare: Scott Oldham |
| 19:45 BST | 19:45 BST      | Dack Pritchard Ekwah Triantis                        | Straffsparksläggning 3–5 | Nevitt Long Adebisi Tabiner Cooney               | Sunderland, England Publik: 10 763 Domare: Scott Oldham | Sunderland, England Publik: 10 763 Domare: Scott Oldham |

|           | 8 augusti 2023 | Wrexham                           | 0–0                      | Wigan Athletic                | Racecourse Ground                                |                                                  |
| 20:00 BST | 20:00 BST      | Ford 45+4' Palmer 68' Barnett 75' | Rapport                  | 20' Smith 45' Sze             | Wrexham, Wales Publik: 9 736 Domare: Sam Allison | Wrexham, Wales Publik: 9 736 Domare: Sam Allison |
| 20:00 BST | 20:00 BST      |                                   |                          |                               | Wrexham, Wales Publik: 9 736 Domare: Sam Allison | Wrexham, Wales Publik: 9 736 Domare: Sam Allison |
| 20:00 BST | 20:00 BST      | Young Lee O'Connor Dalby          | Straffsparksläggning 4–2 | Wyke Humphrys Hughes Aasgaard | Wrexham, Wales Publik: 9 736 Domare: Sam Allison | Wrexham, Wales Publik: 9 736 Domare: Sam Allison |

|           | 9 augusti 2023 | Leeds United             | 2–1     | Shrewsbury Town                     | Elland Road                                           |                                                       |
| 19:45 BST | 19:45 BST      | Gelhardt 52′ Struijk 58′ | Rapport | 7' Benning 28′ Perry 50' Winchester | Leeds, England Publik: 35 129 Domare: Seb Stockbridge | Leeds, England Publik: 35 129 Domare: Seb Stockbridge |
| 19:45 BST | 19:45 BST      |                          |         |                                     | Leeds, England Publik: 35 129 Domare: Seb Stockbridge | Leeds, England Publik: 35 129 Domare: Seb Stockbridge |
| 19:45 BST | 19:45 BST      |                          |         |                                     | Leeds, England Publik: 35 129 Domare: Seb Stockbridge | Leeds, England Publik: 35 129 Domare: Seb Stockbridge |

|           | 9 augusti 2023 | Burton Albion | 0–2     | Leicester City           | Pirelli Stadium                                             |                                                             |
| 20:00 BST | 20:00 BST      |               | Rapport | 6′ Ịheanachọ 45+2′ Ndidi | Burton upon Trent, England Publik: 4 631 Domare: Gavin Ward | Burton upon Trent, England Publik: 4 631 Domare: Gavin Ward |
| 20:00 BST | 20:00 BST      |               |         |                          | Burton upon Trent, England Publik: 4 631 Domare: Gavin Ward | Burton upon Trent, England Publik: 4 631 Domare: Gavin Ward |
| 20:00 BST | 20:00 BST      |               |         |                          | Burton upon Trent, England Publik: 4 631 Domare: Gavin Ward | Burton upon Trent, England Publik: 4 631 Domare: Gavin Ward |

### Södra delen
|  | Datum0000 | Hemmalag | Resultat | Bortalag | Spelplats |  |
|  |           |          |          |          |           |  |
|  |           |          |          |          |           |  |
|  |           |          |          |          |           |  |

|           | 8 augusti 2023 | Newport County                                                         | 3–1     | Charlton Athletic   | Rodney Parade                                      |                                                    |
| 19:30 BST | 19:30 BST      | Wildig 45+5' 63′ Evans 76′ Palmer-Houlden 80′ Waite 88' Charsley 90+8' | Rapport | 27' Hector 42′ Kanu | Newport, Wales Publik: 2 600 Domare: Scott Simpson | Newport, Wales Publik: 2 600 Domare: Scott Simpson |
| 19:30 BST | 19:30 BST      |                                                                        |         |                     | Newport, Wales Publik: 2 600 Domare: Scott Simpson | Newport, Wales Publik: 2 600 Domare: Scott Simpson |
| 19:30 BST | 19:30 BST      |                                                                        |         |                     | Newport, Wales Publik: 2 600 Domare: Scott Simpson | Newport, Wales Publik: 2 600 Domare: Scott Simpson |

|           | 8 augusti 2023 | Peterborough United                     | 1–1                      | Swindon Town                         | London Road Stadium                                   |                                                       |
| 19:30 BST | 19:30 BST      | Randall 7′ Kyprianou 41'                | Rapport                  | 45+2' Blake-Tracy 49′ Hepburn-Murphy | Peterborough, England Publik: 3 440 Domare: Tom Nield | Peterborough, England Publik: 3 440 Domare: Tom Nield |
| 19:30 BST | 19:30 BST      |                                         |                          |                                      | Peterborough, England Publik: 3 440 Domare: Tom Nield | Peterborough, England Publik: 3 440 Domare: Tom Nield |
| 19:30 BST | 19:30 BST      | Clarke-Harris Edwards Tomlinson Burrows | Straffsparksläggning 4–1 | Blake-Tracy Kemp Young               | Peterborough, England Publik: 3 440 Domare: Tom Nield | Peterborough, England Publik: 3 440 Domare: Tom Nield |

|           | 8 augusti 2023 | Swansea City                  | 3–0     | Northampton Town | Swansea.com Stadium                               |                                                   |
| 19:30 BST | 19:30 BST      | Piroe 10′, 53′ Ginnelly 90+4′ | Rapport | 57' Pinnock      | Swansea, Wales Publik: 6 923 Domare: Peter Wright | Swansea, Wales Publik: 6 923 Domare: Peter Wright |
| 19:30 BST | 19:30 BST      |                               |         |                  | Swansea, Wales Publik: 6 923 Domare: Peter Wright | Swansea, Wales Publik: 6 923 Domare: Peter Wright |
| 19:30 BST | 19:30 BST      |                               |         |                  | Swansea, Wales Publik: 6 923 Domare: Peter Wright | Swansea, Wales Publik: 6 923 Domare: Peter Wright |

|           | 8 augusti 2023 | Cheltenham Town                                    | 0–2     | Birmingham City               | Whaddon Road                                          |                                                       |
| 19:45 BST | 19:45 BST      | Davies 31' Southwood 63' Chapman 71' Freestone 75' | Rapport | 24′, 32′ 43' Bacuna 63' James | Cheltenham, England Publik: 4 026 Domare: Craig Hicks | Cheltenham, England Publik: 4 026 Domare: Craig Hicks |
| 19:45 BST | 19:45 BST      |                                                    |         |                               | Cheltenham, England Publik: 4 026 Domare: Craig Hicks | Cheltenham, England Publik: 4 026 Domare: Craig Hicks |
| 19:45 BST | 19:45 BST      |                                                    |         |                               | Cheltenham, England Publik: 4 026 Domare: Craig Hicks | Cheltenham, England Publik: 4 026 Domare: Craig Hicks |

|           | 8 augusti 2023 | Exeter City                                                               | 2–1     | Crawley Town                                                        | Saint James Park                                          |                                                           |
| 19:45 BST | 19:45 BST      | Aimson 51' Taylor 73′ Diabate 81' Scott 84′ Rankine 90+8' Richards 90+10' | Rapport | 15′ 90+3' Lolos 18' Omole 40' Mukena 71' Henry 76' Johnson 81' Fish | Exeter, England Publik: 3 560 Domare: Christopher Pollard | Exeter, England Publik: 3 560 Domare: Christopher Pollard |
| 19:45 BST | 19:45 BST      |                                                                           |         |                                                                     | Exeter, England Publik: 3 560 Domare: Christopher Pollard | Exeter, England Publik: 3 560 Domare: Christopher Pollard |
| 19:45 BST | 19:45 BST      |                                                                           |         |                                                                     | Exeter, England Publik: 3 560 Domare: Christopher Pollard | Exeter, England Publik: 3 560 Domare: Christopher Pollard |

|           | 8 augusti 2023 | Forest Green Rovers                             | 1–3     | Portsmouth                                                                 | The New Lawn                                          |                                                       |
| 19:45 BST | 19:45 BST      | Robertson 17' Bunker 23' Omotoye 24′ Robson 74' | Rapport | 12' 30′, 75′ (str.) Yengi 32' Scully 52′ Swanson 58' Devlin 90+13' Raggett | Nailsworth, England Publik: 1 868 Domare: Sam Purkiss | Nailsworth, England Publik: 1 868 Domare: Sam Purkiss |
| 19:45 BST | 19:45 BST      |                                                 |         |                                                                            | Nailsworth, England Publik: 1 868 Domare: Sam Purkiss | Nailsworth, England Publik: 1 868 Domare: Sam Purkiss |
| 19:45 BST | 19:45 BST      |                                                 |         |                                                                            | Nailsworth, England Publik: 1 868 Domare: Sam Purkiss | Nailsworth, England Publik: 1 868 Domare: Sam Purkiss |

|           | 8 augusti 2023 | Gillingham                                                                        | 3–1     | Southampton                                    | Priestfield Stadium                                  |                                                      |
| 19:45 BST | 19:45 BST      | Nadesan 12′ Lapslie 27' McKenzie 51′, 67′ 65' Jefferies 58' Ehmer 88' Gbode 90+2' | Rapport | 44' Perraud 64' Charles 78' Lyanco 89′ Alcaraz | Gillingham, England Publik: 7 775 Domare: Carl Brook | Gillingham, England Publik: 7 775 Domare: Carl Brook |
| 19:45 BST | 19:45 BST      |                                                                                   |         |                                                | Gillingham, England Publik: 7 775 Domare: Carl Brook | Gillingham, England Publik: 7 775 Domare: Carl Brook |
| 19:45 BST | 19:45 BST      |                                                                                   |         |                                                | Gillingham, England Publik: 7 775 Domare: Carl Brook | Gillingham, England Publik: 7 775 Domare: Carl Brook |

|           | 8 augusti 2023 | Millwall                                    | 0–4     | Reading                                                                            | The Den                                             |                                                     |
| 19:45 BST | 19:45 BST      | Leonard 25' Saville 62' Evans 85' Bryan 86' | Rapport | 1′, 51′ Ehibhatiomhan 10' Knibbs 19' 88′ Camará 39' Rushesha 53' Carson 67′ Savage | London, England Publik: 4 738 Domare: Leigh Doughty | London, England Publik: 4 738 Domare: Leigh Doughty |
| 19:45 BST | 19:45 BST      |                                             |         |                                                                                    | London, England Publik: 4 738 Domare: Leigh Doughty | London, England Publik: 4 738 Domare: Leigh Doughty |
| 19:45 BST | 19:45 BST      |                                             |         |                                                                                    | London, England Publik: 4 738 Domare: Leigh Doughty | London, England Publik: 4 738 Domare: Leigh Doughty |

|           | 8 augusti 2023 | Milton Keynes Dons    | 0–2     | Wycombe Wanderers                          | Stadium MK                                              |                                                         |
| 19:45 BST | 19:45 BST      | Hunter 16' O'Hora 31' | Rapport | 38' Tafazolli 73′ Hanlan 82′ Forino-Joseph | Milton Keynes, England Publik: 2 946 Domare: James Bell | Milton Keynes, England Publik: 2 946 Domare: James Bell |
| 19:45 BST | 19:45 BST      |                       |         |                                            | Milton Keynes, England Publik: 2 946 Domare: James Bell | Milton Keynes, England Publik: 2 946 Domare: James Bell |
| 19:45 BST | 19:45 BST      |                       |         |                                            | Milton Keynes, England Publik: 2 946 Domare: James Bell | Milton Keynes, England Publik: 2 946 Domare: James Bell |

|           | 8 augusti 2023 | Plymouth Argyle           | 2–0     | Leyton Orient                                              | Home Park                                                   |                                                             |
| 19:45 BST | 19:45 BST      | Waine 25′, 38′ Cundle 48' | Rapport | 22' Brown 44' Pigott 46' Sotiriou 90+2' Obiero 90+8' Sodje | Plymouth, England Publik: 10 324 Domare: Sunny Sukhvir Gill | Plymouth, England Publik: 10 324 Domare: Sunny Sukhvir Gill |
| 19:45 BST | 19:45 BST      |                           |         |                                                            | Plymouth, England Publik: 10 324 Domare: Sunny Sukhvir Gill | Plymouth, England Publik: 10 324 Domare: Sunny Sukhvir Gill |
| 19:45 BST | 19:45 BST      |                           |         |                                                            | Plymouth, England Publik: 10 324 Domare: Sunny Sukhvir Gill | Plymouth, England Publik: 10 324 Domare: Sunny Sukhvir Gill |

|           | 8 augusti 2023 | Stevenage                                            | 1–1                      | Watford                                                               | Broadhall Way                                               |                                                             |
| 19:45 BST | 19:45 BST      | Forster-Caskey 5' March 43′ Pressley 60' Freeman 65' | Rapport                  | 6′ Bayo 46' Sierralta 59' Hoedt 67' Koné 82' Livermore 90+10' Kayembe | Stevenage, England Publik: 4 495 Domare: Charles Breakspear | Stevenage, England Publik: 4 495 Domare: Charles Breakspear |
| 19:45 BST | 19:45 BST      |                                                      |                          |                                                                       | Stevenage, England Publik: 4 495 Domare: Charles Breakspear | Stevenage, England Publik: 4 495 Domare: Charles Breakspear |
| 19:45 BST | 19:45 BST      | Reid Roberts Forster-Caskey MacDonald Thompson       | Straffsparksläggning 4–3 | Hoedt Sierralta Porteous Healey Koné                                  | Stevenage, England Publik: 4 495 Domare: Charles Breakspear | Stevenage, England Publik: 4 495 Domare: Charles Breakspear |

|           | 8 augusti 2023 | Sutton United                                           | 2–2                      | Cambridge United                                 | Gander Green Lane                                      |                                                        |
| 19:45 BST | 19:45 BST      | Smith 38′ Beautyman 82′ (str.)                          | Rapport                  | 18′, 60′ (str.) Okenabirhie                      | Sutton, England Publik: 1 761 Domare: Daniel Middleton | Sutton, England Publik: 1 761 Domare: Daniel Middleton |
| 19:45 BST | 19:45 BST      |                                                         |                          |                                                  | Sutton, England Publik: 1 761 Domare: Daniel Middleton | Sutton, England Publik: 1 761 Domare: Daniel Middleton |
| 19:45 BST | 19:45 BST      | Eastmond Angol Milsom Goodliffe Kashket Patrick O'Brien | Straffsparksläggning 6–5 | Ahadme Lankester Andrew Thomas Digby Janneh Dunk | Sutton, England Publik: 1 761 Domare: Daniel Middleton | Sutton, England Publik: 1 761 Domare: Daniel Middleton |

|           | 9 augusti 2023 | AFC Wimbledon                                         | 2–1     | Coventry City                  | Plough Lane                                             |                                                         |
| 19:45 BST | 19:45 BST      | Lewis 17' Tilley 28' Ball 61' Bugiel 86′ McLean 90+2′ | Rapport | 17′ (str.) Godden 45+3' Howley | Wimbledon, England Publik: 4 781 Domare: Andrew Kitchen | Wimbledon, England Publik: 4 781 Domare: Andrew Kitchen |
| 19:45 BST | 19:45 BST      |                                                       |         |                                | Wimbledon, England Publik: 4 781 Domare: Andrew Kitchen | Wimbledon, England Publik: 4 781 Domare: Andrew Kitchen |
| 19:45 BST | 19:45 BST      |                                                       |         |                                | Wimbledon, England Publik: 4 781 Domare: Andrew Kitchen | Wimbledon, England Publik: 4 781 Domare: Andrew Kitchen |

|           | 9 augusti 2023 | Bristol City                                                              | 5–1     | Oxford United                                  | Ashton Gate Stadium                                |                                                    |
| 19:45 BST | 19:45 BST      | Cornick 15′ Knight 35′, 47′ Wells 51′ Dickie 55' Naismith 62′ James 90+7' | Rapport | 30′ Bodin 45+4' Brown 70' Murphy 89' Rodrigues | Bristol, England Publik: 9 661 Domare: Ollie Yates | Bristol, England Publik: 9 661 Domare: Ollie Yates |
| 19:45 BST | 19:45 BST      |                                                                           |         |                                                | Bristol, England Publik: 9 661 Domare: Ollie Yates | Bristol, England Publik: 9 661 Domare: Ollie Yates |
| 19:45 BST | 19:45 BST      |                                                                           |         |                                                | Bristol, England Publik: 9 661 Domare: Ollie Yates | Bristol, England Publik: 9 661 Domare: Ollie Yates |

|           | 9 augusti 2023 | Cardiff City              | 2–2                      | Colchester United                                | Cardiff City Stadium                             |                                                  |
| 19:45 BST | 19:45 BST      | Colwill 19′ 78' Etete 35′ | Rapport                  | 40′ Akinde 44′ Taylor 89' Tovide 90+7' Greenidge | Cardiff, Wales Publik: 5 158 Domare: Will Finnie | Cardiff, Wales Publik: 5 158 Domare: Will Finnie |
| 19:45 BST | 19:45 BST      |                           |                          |                                                  | Cardiff, Wales Publik: 5 158 Domare: Will Finnie | Cardiff, Wales Publik: 5 158 Domare: Will Finnie |
| 19:45 BST | 19:45 BST      | Colwill Romeo Ojo Ugbo    | Straffsparksläggning 3–0 | Fevrier Tchamadeu Hopper                         | Cardiff, Wales Publik: 5 158 Domare: Will Finnie | Cardiff, Wales Publik: 5 158 Domare: Will Finnie |

|           | 9 augusti 2023 | Ipswich Town                        | 2–0     | Bristol Rovers | Portman Road                                       |                                                    |
| 19:45 BST | 19:45 BST      | Taylor 12′ Hutchinson 54' Aluko 76′ | Rapport |                | Ipswich, England Publik: 15 047 Domare: David Rock | Ipswich, England Publik: 15 047 Domare: David Rock |
| 19:45 BST | 19:45 BST      |                                     |         |                | Ipswich, England Publik: 15 047 Domare: David Rock | Ipswich, England Publik: 15 047 Domare: David Rock |
| 19:45 BST | 19:45 BST      |                                     |         |                | Ipswich, England Publik: 15 047 Domare: David Rock | Ipswich, England Publik: 15 047 Domare: David Rock |

|           | 16 augusti 2023 | Queens Park Rangers | 0–1     | Norwich City               | Loftus Road                                                         |                                                                     |
| 19:45 BST | 19:45 BST       | Field 24'           | Rapport | 61' Omobamidele 90+9′ Rowe | Hammersmith & Fulham, England Publik: 7 813 Domare: James Linington | Hammersmith & Fulham, England Publik: 7 813 Domare: James Linington |
| 19:45 BST | 19:45 BST       |                     |         |                            | Hammersmith & Fulham, England Publik: 7 813 Domare: James Linington | Hammersmith & Fulham, England Publik: 7 813 Domare: James Linington |
| 19:45 BST | 19:45 BST       |                     |         |                            | Hammersmith & Fulham, England Publik: 7 813 Domare: James Linington | Hammersmith & Fulham, England Publik: 7 813 Domare: James Linington |

## Andra omgången
Totalt 48 lag spelade i den andra omgången: de 12 Premier League-lagen utan europeiskt spel tillträde cupen i denna omgången, samt de 36 vinnarna från första omgången. Lottningen för omgången delades in i två geografiskt baserade grupper, med en nordlig och en sydlig kategorisering. Lagen lottades mot andra lag i sin kategori.

### Norra delen
|  | Datum0000 | Hemmalag | Resultat | Bortalag | Spelplats |  |
|  |           |          |          |          |           |  |
|  |           |          |          |          |           |  |
|  |           |          |          |          |           |  |

|           | 29 augusti 2023 | Bolton Wanderers                                                  | 1–3     | Middlesbrough                                      | Macron Stadium                                       |                                                      |
| 19:45 BST | 19:45 BST       | Charles 23′ Forrester 51' Thomason 58' Iredale 70' Ashworth 90+2' | Rapport | 33′ 48' Crooks 47' Jones 90+1′ McGree 90+4′ Rogers | Bolton, England Publik: 8 624 Domare: Stephen Martin | Bolton, England Publik: 8 624 Domare: Stephen Martin |
| 19:45 BST | 19:45 BST       |                                                                   |         |                                                    | Bolton, England Publik: 8 624 Domare: Stephen Martin | Bolton, England Publik: 8 624 Domare: Stephen Martin |
| 19:45 BST | 19:45 BST       |                                                                   |         |                                                    | Bolton, England Publik: 8 624 Domare: Stephen Martin | Bolton, England Publik: 8 624 Domare: Stephen Martin |

|           | 29 augusti 2023 | Port Vale                                     | 0–0                      | Crewe Alexandra                                 | Vale Park                                                     |                                                               |
| 19:30 BST | 19:30 BST       | Garrity 28' Cass 54' Iacovitti 72' Devine 84' | Rapport                  | 24' Thomas 29' Williams 78' Powell 90+3' Nevitt | Stoke-on-Trent, England Publik: 6 375 Domare: Seb Stockbridge | Stoke-on-Trent, England Publik: 6 375 Domare: Seb Stockbridge |
| 19:30 BST | 19:30 BST       |                                               |                          |                                                 | Stoke-on-Trent, England Publik: 6 375 Domare: Seb Stockbridge | Stoke-on-Trent, England Publik: 6 375 Domare: Seb Stockbridge |
| 19:30 BST | 19:30 BST       | Wilson Arblaster Sang                         | Straffsparksläggning 2–0 | Nevitt Long Adebisi Tabiner                     | Stoke-on-Trent, England Publik: 6 375 Domare: Seb Stockbridge | Stoke-on-Trent, England Publik: 6 375 Domare: Seb Stockbridge |

|           | 29 augusti 2023 | Salford City                                                            | 1–1                      | Leeds United                                                                              | Moor Lane                                              |                                                        |
| 20:00 BST | 20:00 BST       | Smith 34′ Mariappa 64'                                                  | Rapport                  | 60' Gnonto 76′ Struijk Straffläggning' Darlow                                             | Salford, England Publik: 3 147 Domare: Oliver Langford | Salford, England Publik: 3 147 Domare: Oliver Langford |
| 20:00 BST | 20:00 BST       |                                                                         |                          |                                                                                           | Salford, England Publik: 3 147 Domare: Oliver Langford | Salford, England Publik: 3 147 Domare: Oliver Langford |
| 20:00 BST | 20:00 BST       | Mallan McAleny Watson Dackers McLennan Lund Bolton Mariappa Tilt Ashley | Straffsparksläggning 9–8 | Greenwood Struijk Rutter Gnonto Sinisterra Hjelde Cresswell Ampadu Summerville Shackleton | Salford, England Publik: 3 147 Domare: Oliver Langford | Salford, England Publik: 3 147 Domare: Oliver Langford |

|           | 29 augusti 2023 | Sheffield Wednesday                        | 1–1                      | Mansfield Town                             | Hillsborough Stadium                                         |                                                              |
| 19:45 BST | 19:45 BST       | Musaba 28′ Bakinson 44' Smith 87'          | Rapport                  | 85′ Oates                                  | Sheffield, England Publik: 10 724 Domare: Sunny Sukhvir Gill | Sheffield, England Publik: 10 724 Domare: Sunny Sukhvir Gill |
| 19:45 BST | 19:45 BST       |                                            |                          |                                            | Sheffield, England Publik: 10 724 Domare: Sunny Sukhvir Gill | Sheffield, England Publik: 10 724 Domare: Sunny Sukhvir Gill |
| 19:45 BST | 19:45 BST       | Smith Windass Bannan Vaulks Gregory Palmer | Straffsparksläggning 4–5 | Bowery Maris Keillor-Dunn Swan Oates Flint | Sheffield, England Publik: 10 724 Domare: Sunny Sukhvir Gill | Sheffield, England Publik: 10 724 Domare: Sunny Sukhvir Gill |

|           | 29 augusti 2023 | Stoke City                                                             | 6–1     | Rotherham United | Bet365 Stadium                                                  |                                                                 |
| 19:45 BST | 19:45 BST       | Burger 2′ Mmaee 18′ Laurent 29′, 55′ Campbell 43′ Wilmot 47' Léris 72′ | Rapport | 22′ Morrison     | Stoke-on-Trent, England Publik: 9 410 Domare: Michael Salisbury | Stoke-on-Trent, England Publik: 9 410 Domare: Michael Salisbury |
| 19:45 BST | 19:45 BST       |                                                                        |         |                  | Stoke-on-Trent, England Publik: 9 410 Domare: Michael Salisbury | Stoke-on-Trent, England Publik: 9 410 Domare: Michael Salisbury |
| 19:45 BST | 19:45 BST       |                                                                        |         |                  | Stoke-on-Trent, England Publik: 9 410 Domare: Michael Salisbury | Stoke-on-Trent, England Publik: 9 410 Domare: Michael Salisbury |

|           | 29 augusti 2023 | Tranmere Rovers                      | 0–2     | Leicester City               | Prenton Park                                        |                                                     |
| 19:45 BST | 19:45 BST       | Jennings 62' Davies 64' Merrie 90+4' | Rapport | 55′ Ndidi 59′ Vardy 65' Faes | Birkenhead, England Publik: 6 610 Domare: Ben Toner | Birkenhead, England Publik: 6 610 Domare: Ben Toner |
| 19:45 BST | 19:45 BST       |                                      |         |                              | Birkenhead, England Publik: 6 610 Domare: Ben Toner | Birkenhead, England Publik: 6 610 Domare: Ben Toner |
| 19:45 BST | 19:45 BST       |                                      |         |                              | Birkenhead, England Publik: 6 610 Domare: Ben Toner | Birkenhead, England Publik: 6 610 Domare: Ben Toner |

|           | 29 augusti 2023 | Wolverhampton Wanderers                                 | 5–0     | Blackpool | Molineux Stadium                                             |                                                              |
| 19:45 BST | 19:45 BST       | Kalajdžić 10′ 40' Silva 25′ Doherty 60′, 66′ Fraser 84′ | Rapport | 57' Weir  | Wolverhampton, England Publik: 20 605 Domare: Jarred Gillett | Wolverhampton, England Publik: 20 605 Domare: Jarred Gillett |
| 19:45 BST | 19:45 BST       |                                                         |         |           | Wolverhampton, England Publik: 20 605 Domare: Jarred Gillett | Wolverhampton, England Publik: 20 605 Domare: Jarred Gillett |
| 19:45 BST | 19:45 BST       |                                                         |         |           | Wolverhampton, England Publik: 20 605 Domare: Jarred Gillett | Wolverhampton, England Publik: 20 605 Domare: Jarred Gillett |

|           | 29 augusti 2023 | Wrexham                        | 1–1                      | Bradford City                                | Racecourse Ground                                |                                                  |
| 19:45 BST | 19:45 BST       | McClean 67' Boyle 72′          | Rapport                  | 3′ (str.) Smith 45+4' Pattison 90+2' Platt   | Wrexham, Wales Publik: 9 816 Domare: Ben Speedie | Wrexham, Wales Publik: 9 816 Domare: Ben Speedie |
| 19:45 BST | 19:45 BST       |                                |                          |                                              | Wrexham, Wales Publik: 9 816 Domare: Ben Speedie | Wrexham, Wales Publik: 9 816 Domare: Ben Speedie |
| 19:45 BST | 19:45 BST       | Young Lee Palmer McClean Jones | Straffsparksläggning 3–4 | Derbyshire Smallwood Wilson Halliday Oyegoke | Wrexham, Wales Publik: 9 816 Domare: Ben Speedie | Wrexham, Wales Publik: 9 816 Domare: Ben Speedie |

|           | 30 augusti 2023 | Doncaster Rovers         | 1–2     | Everton                 | Keepmoat Stadium                                     |                                                      |
| 20:00 BST | 20:00 BST       | Ironside 44′ Roberts 85' | Rapport | 73′ Beto 88′ Groeneveld | Doncaster, England Publik: 11 430 Domare: Tom Reeves | Doncaster, England Publik: 11 430 Domare: Tom Reeves |
| 20:00 BST | 20:00 BST       |                          |         |                         | Doncaster, England Publik: 11 430 Domare: Tom Reeves | Doncaster, England Publik: 11 430 Domare: Tom Reeves |
| 20:00 BST | 20:00 BST       |                          |         |                         | Doncaster, England Publik: 11 430 Domare: Tom Reeves | Doncaster, England Publik: 11 430 Domare: Tom Reeves |

|           | 30 augusti 2023 | Harrogate Town | 0–8     | Blackburn Rovers                                                                                                   | Wetherby Road                                        |                                                      |
| 19:45 BST | 19:45 BST       |                | Rapport | 10′ 22' Garrett 13′ Gallagher 34′, 52′ (str.) Buckley 45+1′ Markanday 67′ Gilsenan 72′ Bloxham 75′ 90+3' Edmondson | Harrogate, England Publik: 2 653 Domare: Will Finnie | Harrogate, England Publik: 2 653 Domare: Will Finnie |
| 19:45 BST | 19:45 BST       |                |         | | Harrogate, England Publik: 2 653 Domare: Will Finnie | Harrogate, England Publik: 2 653 Domare: Will Finnie |
| 19:45 BST | 19:45 BST       |                |         | | Harrogate, England Publik: 2 653 Domare: Will Finnie | Harrogate, England Publik: 2 653 Domare: Will Finnie |

|           | 30 augusti 2023 | Nottingham Forest                    | 0–1     | Burnley                                                     | City Ground                                             |                                                         |
| 19:45 BST | 19:45 BST       | Kouyaté 45+3' Johnson 85' Aurier 86' | Rapport | 52' Ekdal 66' Brownhill 90′ Amdouni 90+6' Murić 90+7' Berge | Nottingham, England Publik: 27 766 Domare: Bobby Madley | Nottingham, England Publik: 27 766 Domare: Bobby Madley |
| 19:45 BST | 19:45 BST       |                                      |         |                                                             | Nottingham, England Publik: 27 766 Domare: Bobby Madley | Nottingham, England Publik: 27 766 Domare: Bobby Madley |
| 19:45 BST | 19:45 BST       |                                      |         |                                                             | Nottingham, England Publik: 27 766 Domare: Bobby Madley | Nottingham, England Publik: 27 766 Domare: Bobby Madley |

|           | 30 augusti 2023 | Sheffield United                | 0–0                      | Lincoln City                        | Bramall Lane                                           |                                                        |
| 19:45 BST | 19:45 BST       | Coulibaly 56'                   | Rapport                  | 74' Burroughs 77' Erhahon 78' Eyoma | Sheffield, England Publik: 11 040 Domare: Paul Tierney | Sheffield, England Publik: 11 040 Domare: Paul Tierney |
| 19:45 BST | 19:45 BST       |                                 |                          |                                     | Sheffield, England Publik: 11 040 Domare: Paul Tierney | Sheffield, England Publik: 11 040 Domare: Paul Tierney |
| 19:45 BST | 19:45 BST       | Norwood Marsh Osula Traoré Egan | Straffsparksläggning 2–3 | Mândroiu Bishop Hamilton Sørensen   | Sheffield, England Publik: 11 040 Domare: Paul Tierney | Sheffield, England Publik: 11 040 Domare: Paul Tierney |

### Södra delen
|  | Datum0000 | Hemmalag | Resultat | Bortalag | Spelplats |  |
|  |           |          |          |          |           |  |
|  |           |          |          |          |           |  |
|  |           |          |          |          |           |  |

|           | 29 augusti 2023 | Birmingham City                                  | 1–3     | Cardiff City                                                    | St Andrew's                                              |                                                          |
| 19:45 BST | 19:45 BST       | Oakley 35' Jutkiewicz 56' Hogan 70′ Cosgrove 76' | Rapport | 3′ Colwill 23' Rinomhota 50' 90+4′ Etete 68′ Wintle 90+3' Romeo | Birmingham, England Publik: 11 405 Domare: Leigh Doughty | Birmingham, England Publik: 11 405 Domare: Leigh Doughty |
| 19:45 BST | 19:45 BST       |                                                  |         |                                                                 | Birmingham, England Publik: 11 405 Domare: Leigh Doughty | Birmingham, England Publik: 11 405 Domare: Leigh Doughty |
| 19:45 BST | 19:45 BST       |                                                  |         |                                                                 | Birmingham, England Publik: 11 405 Domare: Leigh Doughty | Birmingham, England Publik: 11 405 Domare: Leigh Doughty |

|           | 29 augusti 2023 | Bristol City | 0–1     | Norwich City                                         | Ahton Gate                                         |                                                    |
| 19:45 BST | 19:45 BST       |              | Rapport | 49′ Płacheta 79' Giannoulis 86' Forshaw 90+5' Barnes | Bristol, England Publik: 9 408 Domare: Sam Allison | Bristol, England Publik: 9 408 Domare: Sam Allison |
| 19:45 BST | 19:45 BST       |              |         |                                                      | Bristol, England Publik: 9 408 Domare: Sam Allison | Bristol, England Publik: 9 408 Domare: Sam Allison |
| 19:45 BST | 19:45 BST       |              |         |                                                      | Bristol, England Publik: 9 408 Domare: Sam Allison | Bristol, England Publik: 9 408 Domare: Sam Allison |

|           | 29 augusti 2023 | Exeter City                           | 1–1                      | Stevenage                           | Saint James Park                                     |                                                      |
| 19:45 BST | 19:45 BST       | Hartridge 5′ Trevitt 8' Sweeney 30'   | Rapport                  | 63' Butler 69′ Roberts 88' Thompson | Exeter, England Publik: 4 006 Domare: Andrew Kitchen | Exeter, England Publik: 4 006 Domare: Andrew Kitchen |
| 19:45 BST | 19:45 BST       |                                       |                          |                                     | Exeter, England Publik: 4 006 Domare: Andrew Kitchen | Exeter, England Publik: 4 006 Domare: Andrew Kitchen |
| 19:45 BST | 19:45 BST       | Trevitt Carroll Aimson Taylor Sweeney | Straffsparksläggning 5–3 | Reid Roberts Butler Sweeney         | Exeter, England Publik: 4 006 Domare: Andrew Kitchen | Exeter, England Publik: 4 006 Domare: Andrew Kitchen |

|           | 29 augusti 2023 | Fulham                               | 1–1                      | Tottenham Hotspur                        | Craven Cottage                                    |                                                   |
| 19:45 BST | 19:45 BST       | van de Ven 19′ (sjm.)                | Rapport                  | 56′ Richarlison 63' Skipp 76' van de Ven | Fulham, England Publik: 21 043 Domare: Josh Smith | Fulham, England Publik: 21 043 Domare: Josh Smith |
| 19:45 BST | 19:45 BST       |                                      |                          |                                          | Fulham, England Publik: 21 043 Domare: Josh Smith | Fulham, England Publik: 21 043 Domare: Josh Smith |
| 19:45 BST | 19:45 BST       | Pereira Jiménez Wilson Palhinha Tete | Straffsparksläggning 5–3 | Son Kulusevski Sánchez Maddison          | Fulham, England Publik: 21 043 Domare: Josh Smith | Fulham, England Publik: 21 043 Domare: Josh Smith |

|           | 29 augusti 2023 | Luton Town                                 | 3–2     | Gillingham                       | Kenilworth Road                                     |                                                     |
| 19:45 BST | 19:45 BST       | Brown 2′ Doughty 28′ Berry 34' Woodrow 66′ | Rapport | 43' Dieng 55′ Clarke 88′ Nichols | Luton, England Publik: 9 468 Domare: Jeremy Simpson | Luton, England Publik: 9 468 Domare: Jeremy Simpson |
| 19:45 BST | 19:45 BST       |                                            |         |                                  | Luton, England Publik: 9 468 Domare: Jeremy Simpson | Luton, England Publik: 9 468 Domare: Jeremy Simpson |
| 19:45 BST | 19:45 BST       |                                            |         |                                  | Luton, England Publik: 9 468 Domare: Jeremy Simpson | Luton, England Publik: 9 468 Domare: Jeremy Simpson |

|           | 29 augusti 2023 | Newport County                              | 1–1                      | Brentford                 | Rodney Parade                                     |                                                   |
| 19:45 BST | 19:45 BST       | Charsley 6' Lewis 76' Payne 90+4' Rai 90+6′ | Rapport                  | 87′ Jensen                | Newport, Wales Publik: 6 845 Domare: Scott Oldham | Newport, Wales Publik: 6 845 Domare: Scott Oldham |
| 19:45 BST | 19:45 BST       |                                             |                          |                           | Newport, Wales Publik: 6 845 Domare: Scott Oldham | Newport, Wales Publik: 6 845 Domare: Scott Oldham |
| 19:45 BST | 19:45 BST       | Lewis Wood Morris                           | Straffsparksläggning 0–3 | Mbeumo Wissa Lewis-Potter | Newport, Wales Publik: 6 845 Domare: Scott Oldham | Newport, Wales Publik: 6 845 Domare: Scott Oldham |

|           | 29 augusti 2023 | Plymouth Argyle                             | 2–4     | Crystal Palace                       | Home Park                                                |                                                          |
| 19:45 BST | 19:45 BST       | Waine 6′ Cundle 46′ Butcher 79' Scarr 90+2' | Rapport | 58′ Édouard 61′, 62′, 83′ 84' Mateta | Plymouth, England Publik: 15 826 Domare: Dean Whitestone | Plymouth, England Publik: 15 826 Domare: Dean Whitestone |
| 19:45 BST | 19:45 BST       |                                             |         |                                      | Plymouth, England Publik: 15 826 Domare: Dean Whitestone | Plymouth, England Publik: 15 826 Domare: Dean Whitestone |
| 19:45 BST | 19:45 BST       |                                             |         |                                      | Plymouth, England Publik: 15 826 Domare: Dean Whitestone | Plymouth, England Publik: 15 826 Domare: Dean Whitestone |

|           | 29 augusti 2023 | Portsmouth                                | 1–1                      | Peterborough United                                 | Fratton Park                                                 |                                                              |
| 19:45 BST | 19:45 BST       | Robertson 39' Saydee 51′ Stevenson 53'    | Rapport                  | 29′ Ajiboye 44' Fernandez 44' 59' O'Connell         | Portsmouth, England Publik: 6 594 Domare: Charles Breakspear | Portsmouth, England Publik: 6 594 Domare: Charles Breakspear |
| 19:45 BST | 19:45 BST       |                                           |                          |                                                     | Portsmouth, England Publik: 6 594 Domare: Charles Breakspear | Portsmouth, England Publik: 6 594 Domare: Charles Breakspear |
| 19:45 BST | 19:45 BST       | Bishop Raggett Pack Saydee Kamara Morrell | Straffsparksläggning 4–5 | Knight de Havilland Tomlinson Jones Corbett Ajiboye | Portsmouth, England Publik: 6 594 Domare: Charles Breakspear | Portsmouth, England Publik: 6 594 Domare: Charles Breakspear |

|           | 29 augusti 2023 | Reading                                                       | 2–2                      | Ipswich Town                                           | Madejski Stadium                                   |                                                    |
| 20:00 BST | 20:00 BST       | Williams 2′ (sjm.) Craig 76' Ehibhatiomhan 87′ McIntyre 90+6' | Rapport                  | 39' Evans 41' 45+5′ Humphreys 59′ Ladapo 87' Edmundson | Reading, England Publik: 7 867 Domare: Lewis Smith | Reading, England Publik: 7 867 Domare: Lewis Smith |
| 20:00 BST | 20:00 BST       |                                                               |                          |                                                        | Reading, England Publik: 7 867 Domare: Lewis Smith | Reading, England Publik: 7 867 Domare: Lewis Smith |
| 20:00 BST | 20:00 BST       | Knibbs Savage Vickers Elliott                                 | Straffsparksläggning 1–3 | Chaplin Evans Aluko Taylor                             | Reading, England Publik: 7 867 Domare: Lewis Smith | Reading, England Publik: 7 867 Domare: Lewis Smith |

|           | 29 augusti 2023 | Swansea City                                                        | 2–3     | Bournemouth                                                                  | Swansea.com Stadium                               |                                                   |
| 19:45 BST | 19:45 BST       | Grimes 9′ (str.) Ginnelly 24' Abdulai 52' Naughton 53' Paterson 79′ | Rapport | 21' 55′ Brooks 38' Senesi 68′ Traorè 86' Solanke 90+1′ Christie 90+5' Kerkez | Swansea, Wales Publik: 8 785 Domare: Matt Donohue | Swansea, Wales Publik: 8 785 Domare: Matt Donohue |
| 19:45 BST | 19:45 BST       |                                                                     |         |                                                                              | Swansea, Wales Publik: 8 785 Domare: Matt Donohue | Swansea, Wales Publik: 8 785 Domare: Matt Donohue |
| 19:45 BST | 19:45 BST       |                                                                     |         |                                                                              | Swansea, Wales Publik: 8 785 Domare: Matt Donohue | Swansea, Wales Publik: 8 785 Domare: Matt Donohue |

|           | 29 augusti 2023 | Wycombe Wanderers | 0–1     | Sutton United                     | Adams Park                                                      |                                                                 |
| 19:45 BST | 19:45 BST       | Low 40' Leahy 50' | Rapport | 19′ O'Brien 58' Coley 77' Sowunmi | High Wycombe, England Publik: 1 778 Domare: Christopher Pollard | High Wycombe, England Publik: 1 778 Domare: Christopher Pollard |
| 19:45 BST | 19:45 BST       |                   |         |                                   | High Wycombe, England Publik: 1 778 Domare: Christopher Pollard | High Wycombe, England Publik: 1 778 Domare: Christopher Pollard |
| 19:45 BST | 19:45 BST       |                   |         |                                   | High Wycombe, England Publik: 1 778 Domare: Christopher Pollard | High Wycombe, England Publik: 1 778 Domare: Christopher Pollard |

|           | 30 augusti 2023 | Chelsea                                        | 2–1     | Wimbledon                             | Stamford Bridge                                        |                                                        |
| 19:45 BST | 19:45 BST       | Madueke 45+1′ (str.) Fernández 72′ Maatsen 88' | Rapport | 19′ (str.) Tilley 47' Pearce 51' Pell | Fulham, England Publik: 37 794 Domare: Tony Harrington | Fulham, England Publik: 37 794 Domare: Tony Harrington |
| 19:45 BST | 19:45 BST       |                                                |         |                                       | Fulham, England Publik: 37 794 Domare: Tony Harrington | Fulham, England Publik: 37 794 Domare: Tony Harrington |
| 19:45 BST | 19:45 BST       |                                                |         |                                       | Fulham, England Publik: 37 794 Domare: Tony Harrington | Fulham, England Publik: 37 794 Domare: Tony Harrington |

## Tredje omgången
Totalt 32 lag spelade i den tredje omgången: de åtta Premier League-lagen med europeiskt spel; Arsenal, Aston Villa, Brighton & Hove Albion, Liverpool, Manchester City, Manchester United, Newcastle United och West Ham United tillträdde cupen i denna omgång, samt de 24 vinnarna från föregående omgång.
|  | Datum0000 | Hemmalag | Resultat | Bortalag | Spelplats |  |
|  |           |          |          |          |           |  |
|  |           |          |          |          |           |  |
|  |           |          |          |          |           |  |

|           | 26 september 2023 | Bradford City           | 0–2     | Middlesbrough                                    | Valley Parade                                      |                                                    |
| 19:45 BST | 19:45 BST         | Walker 38' Pattison 89' | Rapport | 21′ Latte Lath 54′ Rogers 85' Smith 90+4' McNair | Bradford, England Publik: 15 754 Domare: Tom Nield | Bradford, England Publik: 15 754 Domare: Tom Nield |
| 19:45 BST | 19:45 BST         |                         |         |                                                  | Bradford, England Publik: 15 754 Domare: Tom Nield | Bradford, England Publik: 15 754 Domare: Tom Nield |
| 19:45 BST | 19:45 BST         |                         |         |                                                  | Bradford, England Publik: 15 754 Domare: Tom Nield | Bradford, England Publik: 15 754 Domare: Tom Nield |

|           | 26 september 2023 | Exeter City                                                              | 1–0     | Luton Town          | Saint James Park                                 |                                                  |
| 19:45 BST | 19:45 BST         | Mitchell 48' 83′ 88' Harper 51' Sinisalo 78' Sweeney 90+6' Carroll 90+6' | Rapport | 35' Mengi 42' Chong | Exeter, England Publik: 7 360 Domare: James Bell | Exeter, England Publik: 7 360 Domare: James Bell |
| 19:45 BST | 19:45 BST         |                                                                          |         |                     | Exeter, England Publik: 7 360 Domare: James Bell | Exeter, England Publik: 7 360 Domare: James Bell |
| 19:45 BST | 19:45 BST         |                                                                          |         |                     | Exeter, England Publik: 7 360 Domare: James Bell | Exeter, England Publik: 7 360 Domare: James Bell |

|           | 26 september 2023 | Ipswich Town                                                         | 3–2     | Wolverhampton Wanderers                       | Portman Road                                           |                                                        |
| 19:45 BST | 19:45 BST         | Evans 17' Hutchinson 28′ Ladapo 39′ Taylor 58′ Aluko 86' Baggott 88' | Rapport | 4′ 45' Hwang 12' Traoré 15′ Gomes 90+1' Cunha | Ipswich, England Publik: 20 236 Domare: Samuel Barrott | Ipswich, England Publik: 20 236 Domare: Samuel Barrott |
| 19:45 BST | 19:45 BST         |                                                                      |         |                                               | Ipswich, England Publik: 20 236 Domare: Samuel Barrott | Ipswich, England Publik: 20 236 Domare: Samuel Barrott |
| 19:45 BST | 19:45 BST         |                                                                      |         |                                               | Ipswich, England Publik: 20 236 Domare: Samuel Barrott | Ipswich, England Publik: 20 236 Domare: Samuel Barrott |

|           | 26 september 2023 | Mansfield Town                                       | 2–2     | Peterborough United                                           | Field Mill                                               |                                                          |
| 19:45 BST | 19:45 BST         | Swan 5′ (str.) Reed 29' Flint 87' Akins 90+3′ (str.) | Rapport | 4' Collins 30′, 46′ Clarke-Harris 68' Burrows 87' Mason-Clark | Mansfield, England Publik: 4 372 Domare: Seb Stockbridge | Mansfield, England Publik: 4 372 Domare: Seb Stockbridge |
| 19:45 BST | 19:45 BST         |                                                      |         |                                                               | Mansfield, England Publik: 4 372 Domare: Seb Stockbridge | Mansfield, England Publik: 4 372 Domare: Seb Stockbridge |
| 19:45 BST | 19:45 BST         | Straffsparksläggning 3–1                             |         |                                                               | Mansfield, England Publik: 4 372 Domare: Seb Stockbridge | Mansfield, England Publik: 4 372 Domare: Seb Stockbridge |

|           | 26 september 2023 | Port Vale                         | 2–1     | Sutton United                                           | Vale Park                                                 |                                                           |
| 19:45 BST | 19:45 BST         | Thomas 49′ Ojo 83′ Chislett 90+5' | Rapport | 6' Angol 32' Kizzi 56' Goodliffe 70′ Kasimu 80' O'Brien | Stoke-on-Trent, England Publik: 4 113 Domare: Will Finnie | Stoke-on-Trent, England Publik: 4 113 Domare: Will Finnie |
| 19:45 BST | 19:45 BST         |                                   |         |                                                         | Stoke-on-Trent, England Publik: 4 113 Domare: Will Finnie | Stoke-on-Trent, England Publik: 4 113 Domare: Will Finnie |
| 19:45 BST | 19:45 BST         |                                   |         |                                                         | Stoke-on-Trent, England Publik: 4 113 Domare: Will Finnie | Stoke-on-Trent, England Publik: 4 113 Domare: Will Finnie |

|           | 26 september 2023 | Salford City | 0–4     | Burnley                                                   | Moor Lane                                                |                                                          |
| 19:45 BST | 19:45 BST         | Olopade 44'  | Rapport | 12′ Berge 20′ Larsen 27′ O'Shea 78' Rodriguez 81′ Odobert | Salford, England Publik: 3 305 Domare: Anthony Backhouse | Salford, England Publik: 3 305 Domare: Anthony Backhouse |
| 19:45 BST | 19:45 BST         |              |         |                                                           | Salford, England Publik: 3 305 Domare: Anthony Backhouse | Salford, England Publik: 3 305 Domare: Anthony Backhouse |
| 19:45 BST | 19:45 BST         |              |         |                                                           | Salford, England Publik: 3 305 Domare: Anthony Backhouse | Salford, England Publik: 3 305 Domare: Anthony Backhouse |

|           | 26 september 2023 | Manchester United                                | 3–0     | Crystal Palace | Old Trafford                                                 |                                                              |
| 20:00 BST | 20:00 BST         | Garnacho 21′ Casemiro 27′ Mejbri 29' Martial 55′ | Rapport | 26' Holding    | Manchester, England Publik: 72 842 Domare: Michael Salisbury | Manchester, England Publik: 72 842 Domare: Michael Salisbury |
| 20:00 BST | 20:00 BST         |                                                  |         |                | Manchester, England Publik: 72 842 Domare: Michael Salisbury | Manchester, England Publik: 72 842 Domare: Michael Salisbury |
| 20:00 BST | 20:00 BST         |                                                  |         |                | Manchester, England Publik: 72 842 Domare: Michael Salisbury | Manchester, England Publik: 72 842 Domare: Michael Salisbury |

|           | 27 september 2023 | Aston Villa                                           | 1–2     | Everton                                                               | Villa Park                                                 |                                                            |
| 19:45 BST | 19:45 BST         | Watkins 46' Digne 74' Konsa 79' Kamara 83′ Luiz 90+4' | Rapport | 15′ Garner 48' Patterson 50′ Calvert-Lewin 66' Tarkowski 90+4' McNeil | Birmingham, England Publik: 23 851 Domare: Tony Harrington | Birmingham, England Publik: 23 851 Domare: Tony Harrington |
| 19:45 BST | 19:45 BST         |                                                       |         |                                                                       | Birmingham, England Publik: 23 851 Domare: Tony Harrington | Birmingham, England Publik: 23 851 Domare: Tony Harrington |
| 19:45 BST | 19:45 BST         |                                                       |         |                                                                       | Birmingham, England Publik: 23 851 Domare: Tony Harrington | Birmingham, England Publik: 23 851 Domare: Tony Harrington |